# 808 Merksija
808 Merksija (mednarodno ime 808 Merxia) je majhen asteroid tipa Sq (po razvrščanju SMASS) v glavnem asteroidnem pasu.
Pripada družini asteroidov Merksija. Po njem je družina tudi dobila ime.

## Odkritje
Asteroid je odkril Luigi Carnera (1875 – 1962) |11. oktobra 1901.. 
Poimenovan je po Adalbertu Marxu, očetu odkritelja.

## Značilnosti
Asteroid Merksija obkroži Sonce v 4,545 letih. Njegova tirnica ima izsrednost 0,130, nagnjena pa je za 4,718° proti ekliptiki. Njegov premer je 32,49 km, okrog svoje osi pa se zavrti v 30,631 urah .
Asteroid spada po ravrščanju SMASS v skupino Sq, v katero spadajo asteroidi skupine S (silikatni) s prehodom na tip Q v isti skupini.